# Victor Zilberman (Boxer)
Victor Zilberman (* 20. September 1947 in Bukarest) ist ein ehemaliger rumänischer Boxer jüdischen Glaubens. Zilberman war Teilnehmer der Olympischen Spiele 1968 und 1972 sowie Bronzemedaillengewinner der Olympischen Spiele 1976. Außerdem gewann er zwei Silbermedaillen bei den Europameisterschaften 1969 und 1975.

## Karriere
Zilberman gewann in seiner Juniorenzeit (U19) die Silbermedaille im Halbweltergewicht (-63,5 kg) bei den Juniorenmeisterschaften des Ostblocks, dem sogenannten Turnier der Olympischen Hoffnungen in Berlin. Von 1968 bis 1975 war er durchgängig rumänischer Meister im Weltergewicht (-67 kg).
Zilberman war für seine Gewichtsklasse besonders muskulös und hatte einen harten Schlag; er galt jedoch auch als trainingsfaul.
1968 nahm Zilberman an den Olympischen Spielen in Mexiko-Stadt teil, schied jedoch nach Siegen über Jørgen Hansen, Dänemark (TKO 3.), und Istvan Gali, Ungarn (5:0), im Viertelfinale gegen den späteren Silbermedaillengewinner Joseph Bessala, Kamerun (TKO 3.), aus. Im Jahr darauf gewann er die Silbermedaille bei den Balkanmeisterschaften in Galați und belegte auch bei den Europameisterschaften den zweiten Rang. Dabei schlug er im u. a. im Viertelfinale Manfred Wolke, DDR, und unterlag im Finale dem Deutschen Günther Meier.
Bei den Europameisterschaften 1971 schied Zilberman bereits im Viertelfinale gegen den späteren Goldmedaillengewinner János Kajdi, Ungarn, aus und auch bei den Olympischen Spielen 1972 musste er sich schon im ersten Kampf David Jackson, Uganda (3:2), geschlagen geben. Nach den Olympischen Spielen wurde Zilberman vom Zentralbüro der kommunistischen Partei Rumäniens aufgrund nicht näher genannter Verfehlungen während der Spiele für sechs Monate für internationale Turniere gesperrt, wodurch er die Europameisterschaften 1973 verpasste.
1975 gewann Zilberman zum zweiten Mal eine Silbermedaille bei Europameisterschaften. Im Finale verlor er gegen den Finnen Kalevi Marjamaa (5:0). Im Jahr darauf nahm er an den Olympischen Spielen
in Montreal teil und konnte den größten Erfolg seiner Karriere feiern. Nach Siegen über Amon Kotey, Ghana (w.o.), Colin Jones, Wales (5:0), und den späteren Profiweltmeister der IBF im Halbmittelgewicht Carlos Santos, Puerto Rico (3:2), verlor er im Halbfinale gegen den späteren Olympiasieger Jochen Bachfeld, DDR (3:2), und gewann damit die olympische Bronzemedaille.
Nach diesem Erfolg verließ Zilberman das olympische Dorf und beantragte politisches Asyl in Kanada.